# Saison WNBA 2012
Navigation
Saison 2011 Saison 2013
La saison WNBA 2012 est la seizième saison de la Women's National Basketball Association (WNBA). La saison régulière commence le 18 mai 2012 par une rencontre entre les Sparks de Los Angeles et le Storm de Seattle.

## Principaux événements

### Draft
la Draft WNBA 2012 se tient le 16 avril 2012 à Bristol dans le Connecticut. Les Sparks de Los Angeles, grâce à la première place obtenue lors de la loterie de la draft, sélectionnent la joueuse du Cardinal de Stanford Nneka Ogwumike. Les numéros deux et trois de cette draft sont respectivement Shekinna Stricklen, choisie par le Storm de Seattle et Devereaux Peters choisie par le Lynx du Minnesota.
Seules deux joueuses non issues des États-Unis sont sélectionnées lors du premier tour, la joueuse du Mali Astan Dabo et la Brésilienne Damiris Dantas do Amaral.

### Calendrier
La première date importante de cette saison WNBA est la draft WNBA 2012, qui se déroule le 16 avril 2012. À la suite de celle-ci, les camps d'entraînements débutent le 29 avril, et les matchs de pré-saison le 5 mai.
La saison régulière débute le 18 mai 2012. Celle-ci subit une interruption en raison des jeux olympiques de Londres. Cette interruption a lieu du 14 juillet 2012 au 15 août 2012. La saison régulière se termine le 23 septembre 2012.
Les playoffs débutent le 27 septembre 2012 pour se terminer fin octobre.
Avec une affluence moyenne de 7 457 fans par rencontre, la WNBA enregistre en 2012 ses plus grandes affluences depuis sa création.

## Compétition

### Saison régulière

#### Classements
V = victoires, D = défaites, PCT = pourcentage de victoires, GB = retard (en nombre de matchs)
| Équ.                  | V  | D  | PCT    | GB   | DOM  | EXT  | CONF  |
| --------------------- | -- | -- | ------ | ---- | ---- | ---- | ----- |
| Sun du Connecticut    | 25 | 9  | 73,5 % | 0,0  | 12-5 | 13-4 | 18-4  |
| Fever de l'Indiana    | 22 | 12 | 64,7 % | 3,0  | 13-4 | 9-8  | 15-7  |
| Dream d'Atlanta       | 19 | 15 | 55,9 % | 6,0  | 11-6 | 8-9  | 12-10 |
| Liberty de New York   | 15 | 19 | 44,1 % | 10,0 | 9-8  | 6-11 | 10-12 |
| Sky de Chicago        | 14 | 20 | 41,2 % | 11,0 | 7-10 | 7-10 | 8-14  |
| Mystics de Washington | 5  | 29 | 14,7 % | 20,0 | 4-13 | 1-16 | 3-19  |

| Équ.                        | V  | D  | PCT    | GB   | DOM  | EXT  | CONF |
| --------------------------- | -- | -- | ------ | ---- | ---- | ---- | ---- |
| Lynx du Minnesota           | 27 | 7  | 79,4 % | 0,0  | 16-1 | 11-6 | 17-5 |
| Sparks de Los Angeles       | 24 | 10 | 70,6 % | 3,0  | 8-2  | 7-1  | 6-4  |
| Silver Stars de San Antonio | 21 | 13 | 61,8 % | 6,0  | 11-5 | 9-1  | 6-5  |
| Storm de Seattle            | 16 | 18 | 47,1 % | 11,0 | 6-7  | 5-2  | 4-8  |
| Shock de Tulsa              | 9  | 25 | 26,5 % | 18,0 | 2-12 | 2-6  | 2-9  |
| Mercury de Phoenix          | 7  | 27 | 20,6 % | 20,0 | 2-10 | 3-8  | 0-7  |

| Qualifié pour les playoffs |

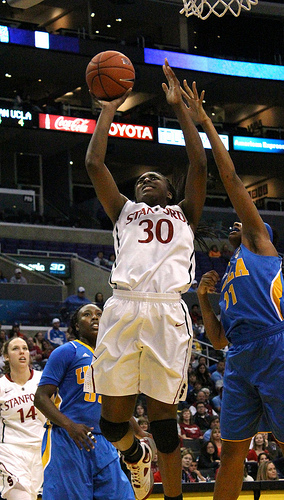
Le premier de la draft Nneka Ogwumike est élu rookie de l'année.

Le Lynx prend le meilleur départ de l'histoire de la Ligue avec 10 victoires avant d'être rejoint avec un bilan de 15-4 avant le break olympique par le Sun de Tina Charles. Le 12 juillet, Maya Moore (14,8 points par match), score 19 points lors du seul second quart temps, nouveau record de la franchise, pour finir à 28 points et 11 rebonds contre le Shock. Après un départ de 2 victoires pour 4 revers, les Silver Stars de Becky Hammon et Sophia Young remportent 11 succès sur les 12 rencontres suivantes. Les Sparks ont aussi le vent en poupe avec le premier choix de la draft Nneka Ogwumike et ses 14,1 points à 50,7 % et 7,5 rebonds, avec un soir à 22 points et 20 rebonds. Malgré les bons débuts de Samantha Prahalis à Phoenix et Glory Johnson à Tulsa, Ogwumike semble promise au titre de Rookie de l'année. Avec une Candace Parker de retour à son meilleur niveau : le 20 juin, elle réussit 3 points, 8 rebonds et 9 contres puis 33 points, 16 rebonds, 7 passes et 3 contres le 13 juillet. Les Sparks sont proches des leaders avec 15 victoires pour six défaites, performance pour laquelle meneuse Kristi Toliver passée de 9,2 points et 2,0 passes à 17,4 points, 5,0 passes apporte une sérieuse contribution. Dans une journée difficile, elle bat le record individuel de pertes de balles (14), mais finit par réussir le 3 points décisif en fin de rencontre.
Le Mercury a un bilan inhabituel de 5 succès en 19 matches après les blessures de Penny Taylor et Diana Taurasi, que DeWanna Bonner (20,7 points et 7,2 rebonds) et la meneuse rookie Samantha Prahalis n'arrivent pas à compenser seules. Le bon départ de Chicago, qui semblait en bonne position pour enfin accéder aux play-offs, est contrarié par la blessure de la meilleure scoreuse de WNBA (22,3 points avec 3 matches consécutifs à plus de 30 points) Epiphanny Prince le 16 juin. Son retour est prévu après le trêve olympique pour reformer son duo avec Sylvia Fowles. Autre duo reformé au Storm avec l'arrivée de la médaillée de bronze Lauren Jackson qui retrouver la médaillée d'or Sue Bird.

### Playoffs

#### Tableau récapitulatif
|  | Premier tour (3 matches) | Premier tour (3 matches) | Premier tour (3 matches) |             |    | Finales de Conférence (3 matches) | Finales de Conférence (3 matches) | Finales de Conférence (3 matches) |  |  | Finales WNBA (5 matches) | Finales WNBA (5 matches) | Finales WNBA (5 matches) |
|  |                          |                          |                          |             |    |                                   |                                   |                                   |  |  |                          |                          |                          |
|  | E1                       | Connecticut              | 2                        |             |    |                                   |                                   |                                   |  |  |                          |                          |                          |
|  | E4                       | New York                 | 0                        |             |    |                                   |                                   |                                   |  |  |                          |                          |                          |
|  | E4                       | New York                 | 0                        |             | E1 | Connecticut                       | 1                                 |                                   |  |  |                          |                          |                          |
|  | Conférence Est           |                          |                          |             | E1 | Connecticut                       | 1                                 |                                   |  |  |                          |                          |                          |
|  |                          |                          | E2                       | Indiana     | 2  |                                   |                                   |                                   |  |  |                          |                          |                          |
|  | E2                       | Indiana                  | E2                       | Indiana     | 2  | 2                                 |                                   |                                   |  |  |                          |                          |                          |
|  | E2                       | Indiana                  |                          |             |    | 2                                 |                                   |                                   |  |  |                          |                          |                          |
|  | E3                       | Atlanta                  | 1                        |             |    |                                   |                                   |                                   |  |  |                          |                          |                          |
|  |                          |                          |                          |             |    |                                   |                                   |                                   |  |  | E2                       | Indiana                  | 3                        |
|  |                          |                          | W1                       | Minnesota   | 1  |                                   |                                   |                                   |  |  |                          |                          |                          |
|  | W1                       | Minnesota                | 2                        |             |    |                                   |                                   |                                   |  |  |                          |                          |                          |
|  | W4                       | Seattle                  | 1                        |             |    |                                   |                                   |                                   |  |  |                          |                          |                          |
|  | W4                       | Seattle                  | 1                        |             | W1 | Minnesota                         | 2                                 |                                   |  |  |                          |                          |                          |
|  | Conférence Ouest         |                          |                          |             | W1 | Minnesota                         | 2                                 |                                   |  |  |                          |                          |                          |
|  |                          |                          | W2                       | Los Angeles | 0  |                                   |                                   |                                   |  |  |                          |                          |                          |
|  | W2                       | Los Angeles              | W2                       | Los Angeles | 0  | 2                                 |                                   |                                   |  |  |                          |                          |                          |
|  | W2                       | Los Angeles              |                          |             |    | 2                                 |                                   |                                   |  |  |                          |                          |                          |
|  | W3                       | San Antonio              | 0                        |             |    |                                   |                                   |                                   |  |  |                          |                          |                          |

## Statistiques et récompenses

### Leaders de la saison régulière
| Catégorie                  | Joueuse          | Équipe             | Statistiques |
| -------------------------- | ---------------- | ------------------ | ------------ |
| Points par match           | Angel McCoughtry | Dream d'Atlanta    | 21,4         |
| Rebonds par match          | Tina Charles     | Sun du Connecticut | 10,5         |
| Passes décisives par match | Lindsay Whalen   | Lynx du Minnesota  | 5,4          |
| Interceptions par match    |                  |                    |              |
| Contres par match          |                  |                    |              |
| % aux tirs                 |                  |                    |              |
| % aux lancers francs       |                  |                    |              |
| % à 3 points               |                  |                    |              |

### Récompenses individuelles
| trophée                           | Joueuse          |
| --------------------------------- | ---------------- |
| WNBA Most Valuable Player         | Tina Charles     |
| WNBA Finals MVP                   | Tamika Catchings |
| WNBA Rookie of the Year           | Nneka Ogwumike   |
| WNBA Defensive Player of the Year | Tamika Catchings |
| WNBA Sixth Woman of the Year      | Renee Montgomery |
| WNBA Most Improved Player         | Kristi Toliver   |
| WNBA Coach of the Year            | Carol Ross       |
| Kim Perrot Sportsmanship Award    | Kara Lawson      |

La WNBA désigne également deux meilleures équipes de la ligue, deux meilleures équipes défensives et l'équipe des débutantes.
| trophée                        | Joueuses                                                                       |
| ------------------------------ | ------------------------------------------------------------------------------ |
| All-WNBA First Team            | Cappie Pondexter Seimone Augustus Candace Parker Tamika Catchings Tina Charles |
| All-WNBA Second Team           | Kristi Toliver Lindsay Whalen Maya Moore Sophia Young Sylvia Fowles            |
| WNBA All-Defensive First Team  | Briann January Alana Beard Tamika Catchings Sancho Lyttle Sylvia Fowles        |
| WNBA All-Defensive Second Team | Danielle Robinson Armintie Price Sophia Young Candace Parker Tina Charles      |
| WNBA All-Rookie First Team     | Samantha Prahalis Riquna Williams Tiffany Hayes Nneka Ogwumike Glory Johnson   |

### Récompenses
La WNBA désigne au cours de la saison régulière des récompenses individuelles, comme la meilleure joueuse de la semaine ou la meilleure joueuse du mois.
Chaque semaine, la WNBA élit la meilleure joueuse dans chacune des deux conférences.
| Semaine              | Conférence Est   | Conférence Est      | Conférence Ouest | Conférence Ouest            |
| Semaine              | Joueuse          | Franchise           | Joueuse          | Franchise                   |
| -------------------- | ---------------- | ------------------- | ---------------- | --------------------------- |
| 23 au 29 mai         | Tamika Catchings | Fever de l'Indiana  | Candace Parker   | Sparks de Los Angeles       |
| 30 mai au 4 juin     | Epiphanny Prince | Sky de Chicago      | DeWanna Bonner   | Mercury de Phoenix          |
| 5 au 11 juin         | Epiphanny Prince | Sky de Chicago      | Nneka Ogwumike   | Sparks de Los Angeles       |
| 12 au 18 juin        | Tina Charles     | Sun du Connecticut  | Candace Parker   | Sparks de Los Angeles       |
| 19 au 25 juin        | Tamika Catchings | Fever de l'Indiana  | Candace Parker   | Sparks de Los Angeles       |
| 26 juin au 2 juillet | Angel McCoughtry | Dream d'Atlanta     | Sophia Young     | Silver Stars de San Antonio |
| 3 au 9 juillet       | Tina Charles     | Sun du Connecticut  | Becky Hammon     | Silver Stars de San Antonio |
| 10 au 16 juillet     | Tina Charles     | Sun du Connecticut  | Candace Parker   | Sparks de Los Angeles       |
| 16 août              | Tamika Catchings | Fever de l'Indiana  | Maya Moore       | Lynx du Minnesota           |
| 20 août              | Sancho Lyttle    | Dream d'Atlanta     | Kristi Toliver   | Sparks de Los Angeles       |
| 27 août              | Tamika Catchings | Fever de l'Indiana  | DeWanna Bonner   | Mercury de Phoenix          |
| 3 septembre          | Lindsey Harding  | Dream d'Atlanta     | Maya Moore       | Lynx du Minnesota           |
| 10 septembre         | Cappie Pondexter | Liberty de New York | Nneka Ogwumike   | Sparks de Los Angeles       |
| 17 septembre         | Tina Charles     | Sun du Connecticut  | Candace Parker   | Sparks de Los Angeles       |

Chaque mois, la WNBA élit la meilleure joueuse dans chacune des deux conférences.
| Mois      | Conférence Est   | Conférence Est      | Conférence Ouest | Conférence Ouest      |
| Mois      | Joueuse          | Franchise           | Joueuse          | Franchise             |
| --------- | ---------------- | ------------------- | ---------------- | --------------------- |
| mai       | Sylvia Fowles    | Sky de Chicago      | Candace Parker   | Sparks de Los Angeles |
| juin      | Tina Charles     | Sun du Connecticut  | Candace Parker   | Sparks de Los Angeles |
| juillet   | Tina Charles     | Sun du Connecticut  | Candace Parker   | Sparks de Los Angeles |
| août      | Tamika Catchings | Fever de l'Indiana  | Kristi Toliver   | Sparks de Los Angeles |
| septembre | Cappie Pondexter | Liberty de New York | Candace Parker   | Sparks de Los Angeles |

De même, Chaque mois, la WNBA élit la meilleure rookie (débutante ou recrue) de la ligue.
| Mois      | Joueuse           | Franchise             |
| --------- | ----------------- | --------------------- |
| mai       | Nneka Ogwumike    | Sparks de Los Angeles |
| juin      | Samantha Prahalis | Mercury de Phoenix    |
| juillet   | Nneka Ogwumike    | Sparks de Los Angeles |
| août      | Nneka Ogwumike    | Sparks de Los Angeles |
| septembre | Nneka Ogwumike    | Sparks de Los Angeles |